# Zambrano, Tipitapa
Zambrano, med  713 invånare (2005), är en ort i kommunen Tipitapa i departementet Managua, Nicaragua. Den ligger i den centrala delen av landet, på slättlandet i den södra delen av kommunen längs vägen till Tisma. 

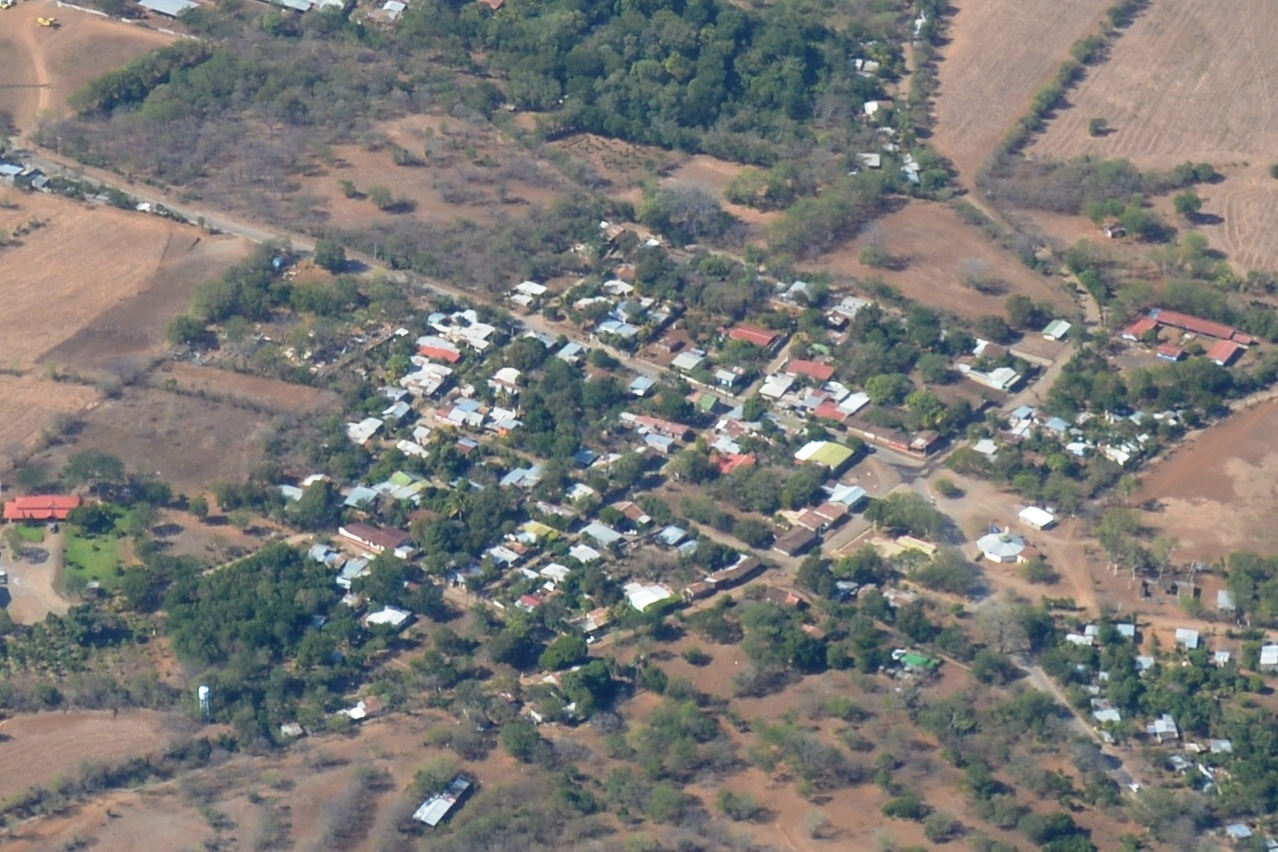
Flygfoto över Zambrano

## Historia
År 1847 blev Zambrano en kommun då den upphöjdes till rangen av pueblo, med namnet San José. Kommunen fick dock inte den tillväxt som förväntades, och 1851 förlorades kommunrättigheterna och platsen återgick till att vara en by i kommunen Tipitapa.